# بندر شویخ
بندر شویخ (به عربی: میناء الشویخ) یک بندر در کویت است که در استان عاصمه واقع شده‌است.